# Дойинтанон
Дойинтанон, Дой-Интанон, Интханон, устар. Дой-Ангка, Дой-Анка, Интанон (тайск. ดอยอินทนนท์) — гора в провинции Чиангмай, высшая точка Таиланда, сложена из гранита и батолита.
Высота над уровнем моря — 2559 м, по другим данным — 2565 м.
Гора ранее была известна как Дойлуанг, но позже переименована в честь правителя королевства Ланна, останки которого захоронены в горе.
В 1954 году на территории около горы для сохранения лесов и фауны был создан национальный парк, площадь которого в 1972 и 1975 гг. расширяли до 482,40 км².
В честь 60-летия короля Таиланда и позже королевы в 1987 и 1992 гг. на склонах горы были построены два храма.
До вершины можно добраться по автодороге, пролегающей среди водопадов.